# Brunnsäpple
Brunnsäpplet, också kallat Hallands brunnsäpple, är Hallands landskapsäpple. Blomningen är medeltidig och varar länge.
Brunnsäpple pollineras av bland annat Filippa, James Grieve och Säfstaholm. Brunnsäpple odlas gynnsammast i zon IV enligt Riksförbundet svensk trädgårds zonkarta.